# 今年の一皿
今年の一皿（ことしのひとさら）は、各年を代表する「食」（料理、食文化）を決定し表彰するイベント。ぐるなび総研主催・選定。

## 概要
優れた日本の食文化を人々の共通の遺産として記録に残し、保護・継承するためにその年の世相を反映し象徴する食を表彰する。
選考は飲食店情報サイト「楽天ぐるなび」内のビッグデータから選ばれた候補項目からぐるなび会員によるアンケートをもとに絞り込み、メディア関係者による投票でノミネート項目を選定し実行委員会にて「その年に流行または話題になったこと」「その年の社会の動きと関係が深く世相を反映していること」「食文化の記録として後世に受け継ぐ価値があること」の三条件をもとに最終審査を行い大賞「今年の一皿」を決定し、その他各賞数件が発表される。大賞受賞者には2016年より記念品として野老朝雄のデザインによる大皿が贈られる。
2018年に制定されたロゴマークは漢字の「皿」を元に同字の象形文字体を模して上部をカーブさせ、左右対称の形状は信頼性・公平性を示しトロフィーや演壇といった表彰をイメージした形状として日本やお祝いを表す赤色を基調色とした。

## 歴代の受賞
| 回数 | 年度   | 賞                 | 受賞項目                     | 受賞者                                                                        |
| ---- | ------ | ------------------ | ---------------------------- | ----------------------------------------------------------------------------- |
| 1    | 2014年 | 今年の一皿         | ジビエ料理                   | 山口靖（農林水産省食料産業局外食産業室長、地域活性化伝道師）                  |
| 1    | 2014年 | 今年の食材         | うなぎ                       | 塚本勝巳（日本大学教授）                                                      |
| 1    | 2014年 | 今年の食流         | 高級かき氷                   | 徳永純司（ザ・リッツ・カールトン東京ペストリーシェフ）                        |
| 2    | 2015年 | 今年の一皿         | おにぎらず                   | うえやまとち（漫画家、日本漫画家協会九州支部長）                              |
| 2    | 2015年 | ノミネート         | スーパーフード               | 森下竜一（大阪大学教授）                                                      |
| 2    | 2015年 | ノミネート         | なまずの蒲焼                 | 中原恵人（埼玉県吉川市市長）                                                  |
| 2    | 2015年 | ノミネート         | のどぐろ                     | 山縣秀行（金澤町家料亭壽屋店主、金沢市料理業組合事務局長）                    |
| 2    | 2015年 | ノミネート         | クラフトビール               | 藤原ヒロユキ（日本ビアジャーナリスト協会代表理事）                            |
| 2    | 2015年 | ノミネート         | ジャパニーズウイスキー       | 嶋保（北海道余市町町長）                                                      |
| 3    | 2016年 | 今年の一皿         | パクチー料理                 | バンサーン・ブンナーク（駐日タイ王国大使） 藤原悌弘（岡山県東京事務所）       |
| 3    | 2016年 | 準大賞             | 日本ワイン                   | 山本博（日本ワイン協会 日本ワインを愛する会会長）                             |
| 3    | 2016年 | 特別国際賞         | シュラスコ                   | アンドレ・コヘーア・ド・ラーゴ（駐日ブラジル大使）                            |
| 3    | 2016年 | 特別賞             | こうじ甘酒                   | 村井裕一郎（糀屋三左衛門代表取締役）                                          |
| 3    | 2016年 | 特別賞             | 進化系餃子                   | パラダイス山元（蔓餃苑店主）                                                  |
| 3    | 2016年 | 特別賞             | ローストビーフ丼             | 田辺晋太郎（音楽プロデューサー、肉マイスター）                                |
| 4    | 2017年 | 今年の一皿         | 鶏むね肉料理                 | 三反園訓（鹿児島県知事） 北野良夫（ナンチク専務取締役、ナンチクファーム社長） |
| 4    | 2017年 | 準大賞             | 強炭酸ドリンク               | 小早川優（宝塚市国際観光協会会長）                                            |
| 4    | 2017年 | 急上昇ワード賞     | チーズタッカルビ             | 呉公太（在日本大韓民国民団団長）                                              |
| 4    | 2017年 | ノミネート         | 日本茶スイーツ               | -                                                                             |
| 4    | 2017年 | ノミネート         | フォトジェニックサンドイッチ | -                                                                             |
| 4    | 2017年 | ノミネート         | Neo日本酒                    | -                                                                             |
| 5    | 2018年 | 今年の一皿         | 鯖                           | 白須敏朗（大日本水産会会長）                                                  |
| 5    | 2018年 | 準大賞             | しびれ料理                   | 中川正直（麻辣連盟総裁）                                                      |
| 5    | 2018年 | ノミネート         | 高級食パン                   | -                                                                             |
| 5    | 2018年 | ノミネート         | 国産レモン                   | -                                                                             |
| 6    | 2019年 | 今年の一皿         | タピオカ                     | 奈緒、華恋（Instagram他「たぴりすと。」アカウント者）                         |
| 6    | 2019年 | 準大賞             | 発酵食メニュー               | 村田吉弘（菊乃井代表取締役、全日本・食学会理事長）                            |
| 6    | 2019年 | ノミネート         | スパイスカレー               | -                                                                             |
| 6    | 2019年 | ノミネート         | チーズグルメ                 | -                                                                             |
| 7    | 2020年 | 今年の一皿         | テイクアウトグルメ           | 彦摩呂（グルメレポーター）                                                    |
| 7    | 2020年 | ノミネート         | シャインマスカット           | -                                                                             |
| 7    | 2020年 | ノミネート         | 代替肉                       | -                                                                             |
| 7    | 2020年 | ノミネート         | ノンアルコールドリンク       | -                                                                             |
| 8    | 2021年 | 今年の一皿         | アルコールテイスト飲料       | 小石川泰弘（4inc.代表取締役、shiraferプロジェクト代表）                       |
| 8    | 2021年 | ノミネート         | 昆虫食                       | -                                                                             |
| 8    | 2021年 | ノミネート         | マリトッツォ                 | -                                                                             |
| 8    | 2021年 | ノミネート         | ミールキット                 | -                                                                             |
| 9    | 2022年 | 今年の一皿         | 冷凍グルメ                   | 三浦佳子（日本冷凍食品協会広報部長）                                          |
| 9    | 2022年 | ノミネート         | 乳酸菌飲料                   | -                                                                             |
| 9    | 2022年 | ノミネート         | ガチ中華                     | -                                                                             |
| 9    | 2022年 | ノミネート         | プラントベースフード         | -                                                                             |
| 10   | 2023年 | 今年の一皿         | ご馳走おにぎり               | 中村祐介（おにぎり協会代表理事）                                              |
| 10   | 2023年 | 準大賞             | 米粉グルメ                   | -                                                                             |
| 10   | 2023年 | 食のポシビリティ賞 | 陸上養殖魚                   | -                                                                             |
| 10   | 2023年 | ノミネート         | ホタテ                       | -                                                                             |
| 11   | 2024年 | 今年の一皿         | うなぎ                       | 高城久（うなぎ大好きドットコム代表）                                          |
| 11   | 2024年 | 準大賞             | ジャパニーズクラフトジン     | -                                                                             |
| 11   | 2024年 | インバウンド賞     | プレミアムラーメン           | -                                                                             |
| 11   | 2024年 | ノミネート         | アサイーボウル               | -                                                                             |